# Chermen Valiev
Chermen Valiev (født 1998) er en russisk-født albansk bryder, der konkurrerer i fristil.
Han repræsenterede Albanien under sommer-OL 2024 i Paris, hvor han tog bronze i 74-kilosklassen.